# BEX5
BEX5 (англ. Brain expressed X-linked 5) – білок, який кодується однойменним геном, розташованим у людей на довгому плечі X-хромосоми. Довжина поліпептидного ланцюга білка становить 111 амінокислот, а молекулярна маса — 12 602.
| 10         |  | 20         |  | 30         |  | 40         |  | 50         |
| ---------- |  | ---------- |  | ---------- |  | ---------- |  | ---------- |
| MENVPKENKV |  | VEKAPVQNEA |  | PALGGGEYQE |  | PGGNVKGVWA |  | PPAPGFGEDV |
| PNRLVDNIDM |  | IDGDGDDMER |  | FMEEMRELRR |  | KIRELQLRYS |  | LRILIGDPPH |
| HDHHDEFCLM |  | P          |  |            |  |            |  |            |

A: Аланін

C: Цистеїн

D: Аспарагінова кислота

E: Глутамінова кислота

F: Фенілаланін

G: Гліцин

H: Гістидин

I: Ізолейцин

K: Лізин

L: Лейцин

M: Метіонін

N: Аспарагін

P: Пролін

Q: Глутамін

R: Аргінін

S: Серин

V: Валін

W: Триптофан

Локалізований у цитоплазмі.